# ファラガット (DD-300)
|          |                                                    |
| 艦歴     |                                                    |
| 発注     |                                                    |
| 起工     | 1918年7月4日                                       |
| 進水     | 1918年11月21日                                     |
| 就役     | 1920年6月4日                                       |
| 退役     | 1930年4月1日                                       |
| 除籍     | 1930年7月22日                                      |
| その後   | 1930年10月31日に解体のため売却                     |
| 性能諸元 |                                                    |
| 排水量   | 1,100トン                                          |
| 全長     | 314 ft 5 in (95.83 m)                              |
| 全幅     | 31 ft 8 in (9.65 m)                                |
| 吃水     | 9 ft 3 in (2.82 m)                                 |
| 機関     | 2缶 蒸気タービン2基 2軸推進、13,500shp             |
| 最大速   | 35 ノット (65 km/h)                                |
| 乗員     | 士官、兵員95名                                     |
| 兵装     | 4インチ砲4門、3インチ砲1門、21インチ魚雷発射管12門 |

ファラガット (USS Farragut, DD-300) は、アメリカ海軍の駆逐艦。クレムソン級駆逐艦の1隻。艦名は、南北戦争時のモービル湾の海戦で勇名を馳せ、アメリカ海軍最初の海軍大将となったデヴィッド・ファラガットにちなむ。その名を持つ艦としては、水雷艇のファラガット (水雷艇) (Torpedo Boat No. 11/TB-11/Coast Torpedo Boat No. 5) に次いで2隻目。

## 艦歴
ファラガットはサンフランシスコのベスレヘム造船ユニオン鉄工所で1918年7月4日に起工し、1918年11月21日にテンプリン・ポッツ夫人によって進水、1920年6月4日に就役する。
竣工後、ファラガットは1920年7月3日にサンディエゴに到着し、1922年3月31日までの間は諸準備の期間にあてられた。オレゴン州沿岸部からパナマ運河地帯にいたる海域において定期的な訓練を行う一方、1923年7月27日にはシアトルでアラスカから移動してきたウォレン・ハーディング大統領の巡閲を受ける。1か月あまりのちの9月8日の霧の夜に発生したホンダポイント遭難事件にも巻き込まれ座礁するが、ファラガットは遭難した8隻の駆逐艦とは違って離礁に成功し、同じく一度は座礁して離礁したサマーズ (USS Somers, DD-301) とともに難を逃れることができた。
1924年から1927年の間は、ファラガットは定期的にカリブ海での艦隊訓練に参加。1927年の演習終了後はニューヨーク、ロードアイランド州ニューポートおよびノーフォークへの訪問を果たす。この間、1925年夏には西海岸からハワイへの横断飛行を行う水上飛行機への支援任務に就き、1928年春にもハワイを訪問した。
1930年、この年に締結されたロンドン海軍軍縮会議の結果、ファラガットはその姿を消すこととなった。1930年4月1日にサンディエゴで退役し、7月22日に除籍。1930年10月31日に解体のため売却された。
ファラガットの艦名は、1934年に就役したファラガット級駆逐艦のネームシップDD-348に受け継がれた。